# 베레나 핸쇼
베레나 핸쇼(독일어: Verena Hanshaw, 혼전 성씨: 아샤워(Aschauer), 1994년 1월 20일 ~ )는 오스트리아의 여자 축구 선수로 포지션은 수비수이다.